# Cherbourg
Die historische Hafenstadt Cherbourg ist heute ein Ortsteil und die Kernstadt von Cherbourg-en-Cotentin. Sie war bis 2000 eine selbständige Gemeinde im Département Manche in der Region Normandie im Norden Frankreichs. Die Hafenstadt hat einen Seehafen mit einer Flottenbasis der französischen Marine und einem nennenswerten Yachthafen. Die an der Nordküste der Halbinsel Cotentin direkt am Ärmelkanal gelegene Stadt ist Sitz einer Unterpräfektur. Im Jahr 2000 fusionierte die Stadt Cherbourg mit der Nachbargemeinde Octeville und trug seither den Doppelnamen Cherbourg-Octeville. Mit dem Jahresbeginn 2016 kam es zur weiteren Fusion von Cherbourg-Octeville mit Équeurdreville-Hainneville, La Glacerie, Querqueville und Tourlaville, und so heißt die gesamte Gemeinde heute Cherbourg-en-Cotentin.

## Geographie
Cherbourg liegt auf der Halbinsel Cotentin. Im Osten liegt die Landschaft Val de Saire, und im Westen liegt die Landschaft La Hague.
Angrenzende Gemeinden waren:
- Tourlaville
- la Glacerie
- Martinvast
- Nouainville
- Équeurdreville-Hainneville

### Klima
|  |  |

### Geologie

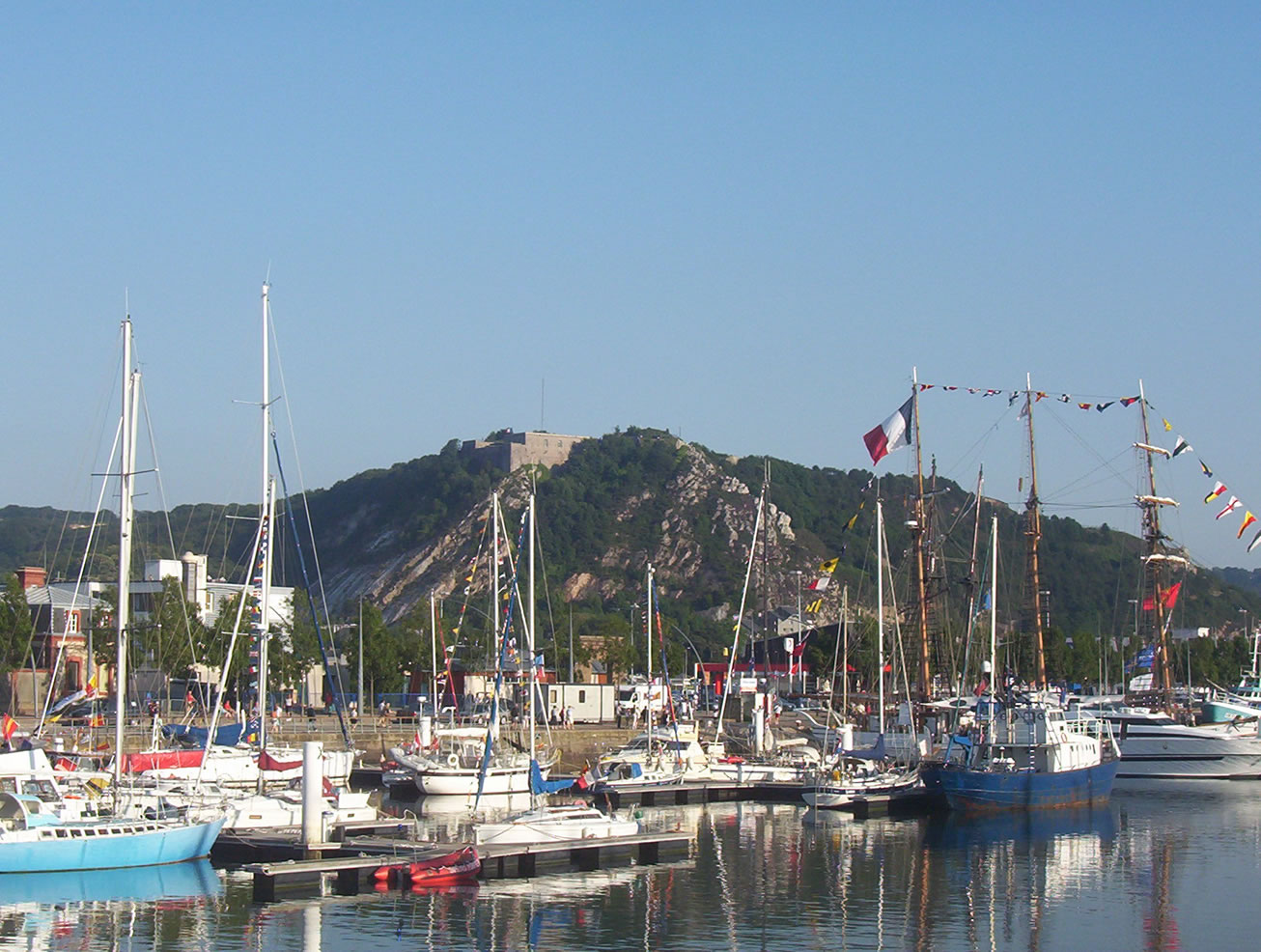
La Montagne du Roule; im Vordergrund das Kommerzbecken

Der felsige Untergrund der Reede besteht aus Schiefer aus dem Neoproterozoikum.
In La Glacerie wurde Schiefer aus dem Kambrium gewonnen. Nämlich haben die typischen Häuser in Cherbourg Fassaden aus Schiefer. Die Montagne du Roule, deren Fallen 45° beträgt, besteht aus armorikanischem Sandstein. Der Sandstein wurde aus dem Ordovizium während der variszischen Orogenese gefaltet.

### Verkehrsanbindung
Cherbourg ist Endpunkt der N13.
Cherbourg wird von der vom Département Manche betriebenen Buslinie Manéo Nr. 1 angefahren (Buslinie Saint-Lô-Carentan-Valognes-Cherbourg). Mit der Buslinie Manéo Nr. 10 kann man Barneville-Carteret erreichen, und mit der Buslinie Manéo Nr. 12 kann man Barfleur erreichen.
Cherbourg liegt an der Bahnstrecke Paris–Caen–Cherbourg.
Die Stadt verfügt über einen Fährhafen mit internationalem Fährbetrieb nach England und Irland. Seit dem Ausscheiden des Vereinigten Königreichs aus der EU hat die Bedeutung der Fährverbindung stark zugenommen, weil direkte Fährverbindungen mit Irland Grenzformalitäten vermeiden.

### Toponymie
Höchstwahrscheinlich leitet sich Cherbourg vom skandinavischen kjarr = Sumpf und borg = Befestigung (vgl. deutsch: Burg), ab. Vor der Wikingerzeit hieß Cherbourg auf Gallisch coriallum, das wahrscheinlich schon die gleiche Bedeutung hatte, oder Cherbourg stammt aus dem angelsächsischen ker (englisch: moor) und burgh (englisch: town). Die Wurzel kjarr/ker ist auch in anderen Ortsnamen in der Normandie zu finden, etwa in Villequier und Gonfreville-l’Orcher.

## Geschichte
Schon im 4. Jahrhundert bestand nach Forschungsergebnissen an der Stelle des heutigen Cherbourg ein befestigtes spätrömisches Castrum mit dem Namen Coriallo oder Coriovallo, das im Rahmen des Litus Saxonicum aufgebaut wurde. Der Name Coriallo änderte sich in *Ċiriċeburh „Dorf der Kirche“ in altenglischen zur Zeit der Völkerwanderung oder der Wikinger. Das genaue Gründungsdatum des Schlosses von Cherbourg ist unbekannt, aber 1026 ist es in einer Urkunde als eines der bedeutendsten der damaligen Zeit erwähnt. 1066 wird ein Graf Gerbert von Cherbourg im Heer Wilhelms des Eroberers bei Hastings genannt. Als König Stephan 1139 im Kampf um die Bewahrung seiner Herrschaft im anglo-normannischen Reich in die Normandie einfiel, konnte er Cherbourg erst nach zweimonatiger Belagerung einnehmen. Gottfried von Anjou bemächtigte sich der Stadt 1142 wieder und seine Gattin, die frühere Kaiserin Matilda, gründete hier drei Jahre später die Abtei Notre-Dame du Vœu. König Philipp II. August von Frankreich nahm Cherbourg während seiner Eroberung der Normandie im Jahr 1204 kampflos und erteilte dem Ort das Recht des Handels nach Irland. 1284 und 1293 wurde die Stadt geplündert und niedergebrannt, doch ihre Burg, in der sich die Einwohner verschanzt hatten, widerstand den Angriffen. Philipp IV. befestigte daraufhin 1300 Cherbourg stärker. Anfang des 14. Jahrhunderts waren somit Schloss und Stadt mit einem Ring starker Mauern umgeben.
Während des Hundertjährigen Kriegs (1337–1453) war die Stadt wiederholt Landungsort der Engländer sowie Schauplatz einiger Schlachten und wechselte mehrmals die Seite. In der Anfangsphase des Kriegs wurde sie im Juli 1346 von Eduard III. vergeblich belagert, wobei ihre Vorstädte der Plünderung durch englische Soldaten anheimfielen. Johann der Gute trat Cherbourg 1354 an König Karl II. von Navarra ab. Nachdem es zum Bruch zwischen dem französischen und navarresischen König gekommen war, verlor Letzterer seine Besitzungen in der Normandie und verkaufte 1378 Cherbourg an die Engländer, und die Stadt wurde im gleichen Jahr von Bertrand du Guesclin erfolglos belagert. Richard II. gab die Stadt 1394 an Frankreich zurück, das sie 1397 Karl III. von Navarra überließ, bis sie 1404 vom französischen König Karl VI. zurückgekauft wurde. Jean d’Angennes, Kommandant von Cherbourg, kapitulierte nach mehrmonatiger englischer Belagerung und übergab die Stadt am 29. September 1418 an den Herzog von Gloucester. Am 15. März 1450 landete ein englisches Heer unter Sir Thomas Kyriell in Cherbourg und operierte zunächst militärisch erfolgreich, wurde aber am 15. April bei Formigny besiegt. Arthur de Richemont belagerte dann Cherbourg, das von den Engländern am 12. August 1450 den Franzosen übergeben wurde, denen es fortan verblieb. Von Karl VII. stärker befestigt, erhielt die Stadt von Ludwig XI., Franz I. und Heinrich IV. verschiedene Privilegien.

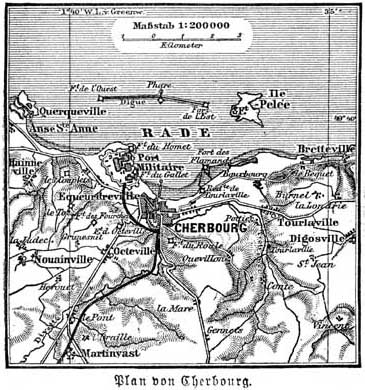
Umgebung von Cherbourg um 1888

König Ludwig XIV. fasste als erster die Idee, Cherbourg zu einem sicheren Kriegshafen und zum Schlüssel des Ärmelkanals, England gegenüber, zu machen. 1687 machte sich Vauban daran, die Festungsanlagen auszubauen, aber schon 1689 ließ Le Tellier, Kriegsminister unter Ludwig XIV., Schloss und Befestigungen einreißen. Im August 1758 landete die englische Flotte unter Richard Howe und Thomas Bligh und zerstörte sämtliche Festungswerke. Ludwig XVI. nahm den Plan, in Cherbourg einen Kriegshafen einzurichten, wieder auf und begann 1783 mit dessen Anlegung, doch fand dieses große Bauprojekt erst 70 Jahre später, 1853, unter Napoleon III. seinen Abschluss. Der Hafen hat heute die zweitgrößte künstliche Reede der Welt. Am 13. April 1830 schiffte sich hier der Exkönig Karl X. nach England ein.
Am Abend des 10. Aprils 1912 legte die Titanic auf ihrer Jungfernfahrt einen Zwischenstopp im Hafen von Cherbourg ein. Da sie für die Docks zu groß war, wurden die 281 neuzusteigenden Passagiere auf zwei Tenderbooten, der Nomadic und der Traffic, zum Schiff gebracht. Nachdem sie eineinhalb Stunden in Cherbourg auf Reede gelegen war, begann sie ihre Überfahrt in Richtung New York, mit einem weiteren Zwischenstopp in Queenstown (heute: Cobh) in Irland. Cherbourg war der letzte kontinentale Hafen der Titanic.
Am 19. Juni 1940 wurde die Stadt von den Truppen der deutschen Wehrmacht eingenommen. Von 1940 bis 1943 unterhielt die Kriegsmarine ein Marinelazarett und von 1940 bis 1942 lag hier auch eine Seenotfliegerstaffel. Im Juni 1944 wurde die Stadt im Rahmen der Landung in der Normandie Schauplatz der Schlacht um Cherbourg, die mit ihrer Eroberung durch das VII. US-Corps unter General J. Lawton Collins am 26. Juni 1944 endete. Sie  führte zu hohen Verlusten an Menschenleben, vielen Verwundeten und großen Zerstörungen. Vor ihrer Kapitulation zerstörten die deutschen Einheiten wichtige Teile der Infrastruktur wie Bahnhöfe und Brücken. Es kam aber nicht, wie von Hitler befohlen, zu einem deutschen Abwehrkampf „bis zur letzten Patrone“.
| Jahr | Einwohner |
| ---- | --------- |
| 1891 | 38.554    |
| 1896 | 40.783    |
| 1901 | 42.938    |
| 1906 | 43.837    |
| 1911 | 43.731    |
| 1921 | 38.281    |

| Jahr | Einwohner |
| ---- | --------- |
| 1926 | 38.054    |
| 1931 | 37.461    |
| 1936 | 39.105    |
| 1946 | 40.042    |
| 1954 | 38.262    |
| 1962 | 37.486    |

| Jahr | Einwohner |
| ---- | --------- |
| 1968 | 38.243    |
| 1975 | 32.536    |
| 1982 | 28.442    |
| 1990 | 27.121    |
| 1999 | 25.370    |

## Wirtschaft und Infrastruktur
Cherbourg-en-Cotentin ist Endpunkt der Eisenbahnlinie Paris–Caen–Cherbourg, die 1858 eröffnet wurde.
Der Flughafen Cherbourg-Maupertus liegt elf Kilometer östlich von Cherbourg.
Ab Mitte Januar 2014 verkehrt vom Hafen Cherbourg-Octevilles nach Dublin erstmals eine Fährverbindung direkt in die irische Hauptstadt.
Im Quartier  de la Divette (Viertel La Divette) befinden sich seit 2013 zwei Wärmepumpen von 1,092 MW jeweils, die die Meereswärme aus dem Kommerzbecken erschließen. Darduch wird 84 % des Wärmebedarfs im Quartier de la Divette abgedeckt, der Rest (16 %) wird dank der bereits existierenden Gaskessel ergänzt. Es werden 1730 t CO2 pro Jahr vermieden.

## Sport
Cherbourg ist Zielhafen des Fastnet Race, einer berühmten Hochseeregatta.

## Sehenswertes

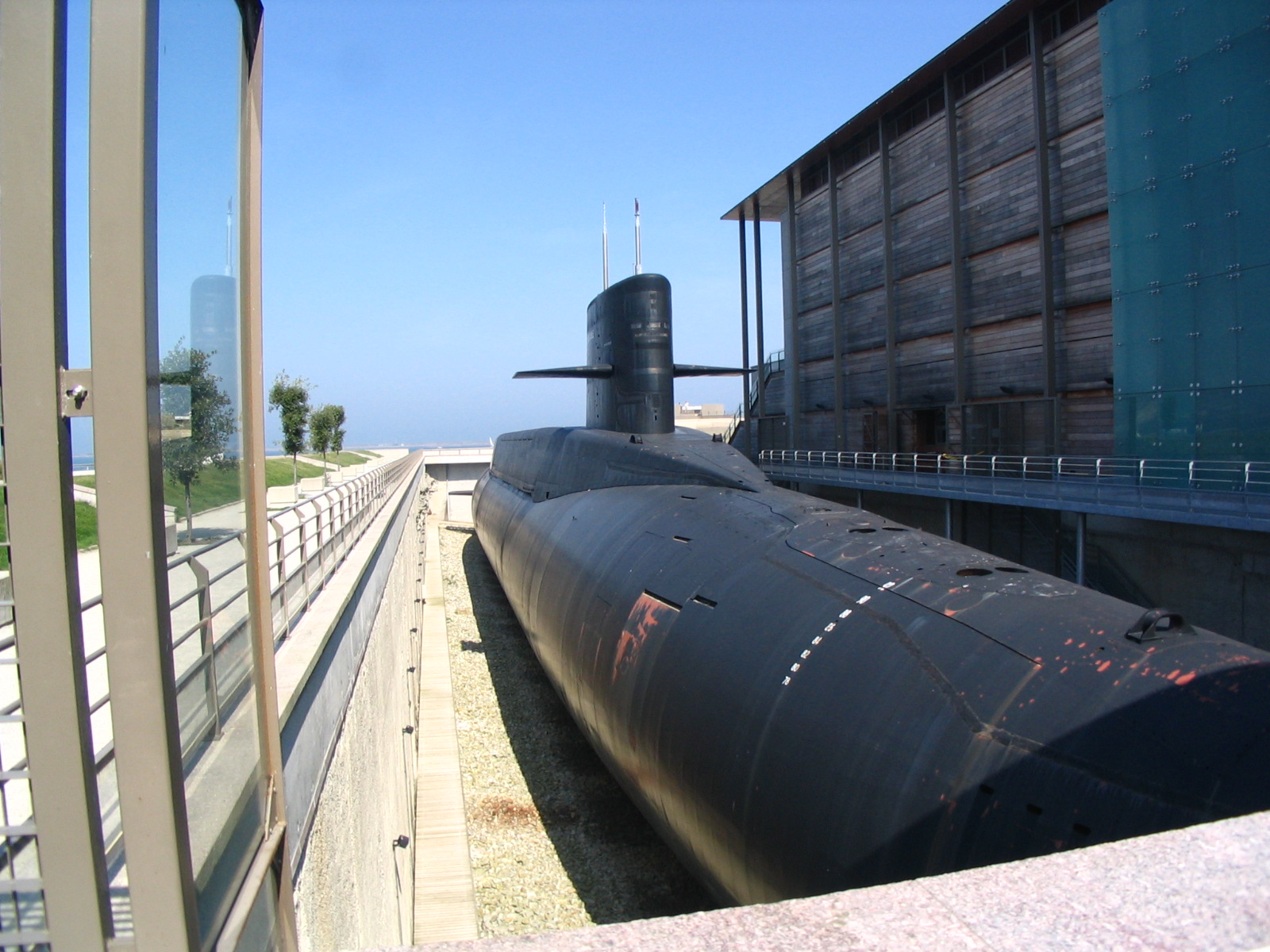
U-Boot Le Redoutable

Stadtplan von Cherbourg um 1899

In Cherbourg-en-Cotentin befindet sich das Museum La Cité de la Mer, in dem u. a. das größte öffentlich zugängliche Atom-U-Boot Le Redoutable sowie der Bathyscaph Archimède ausgestellt sind. Dem Museum ist zudem ein 12 Meter hohes Aquarium und eine Ausstellung zum Thema Ozeane angegliedert.
Das Museum Thomas-Henry beherbergt Gemälde europäischer Meister wie Fra Angelico, Simon Vouet und Camille Claudel. Schwerpunkte sind umfangreiche Sammlungen der Maler Guillaume Fouace und Jean-François Millet.
Oberhalb des Hafens liegt die gotische Basilika Ste-Trinité.

Kirchen in Cherbourg
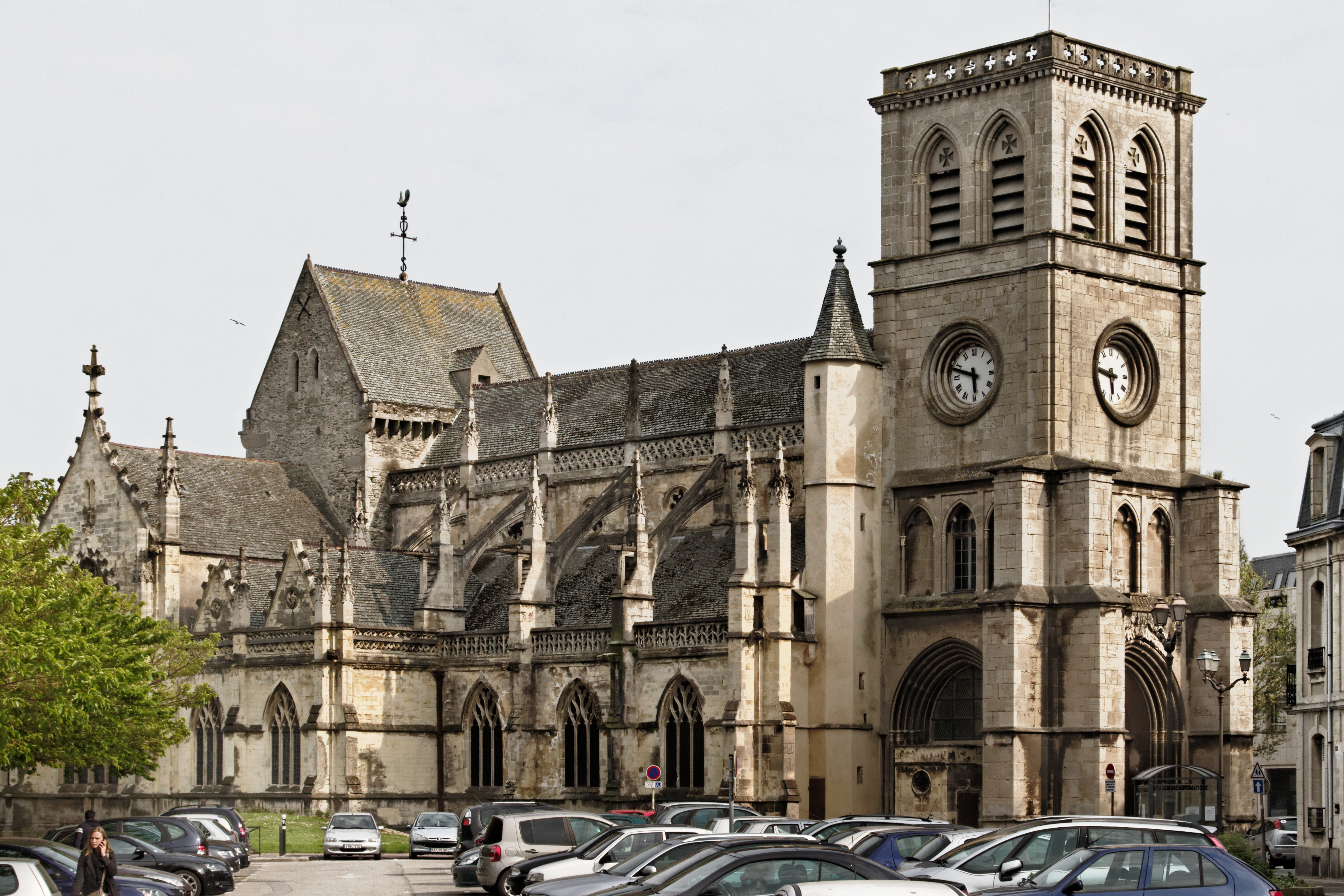
Basilika Sainte-Trinité
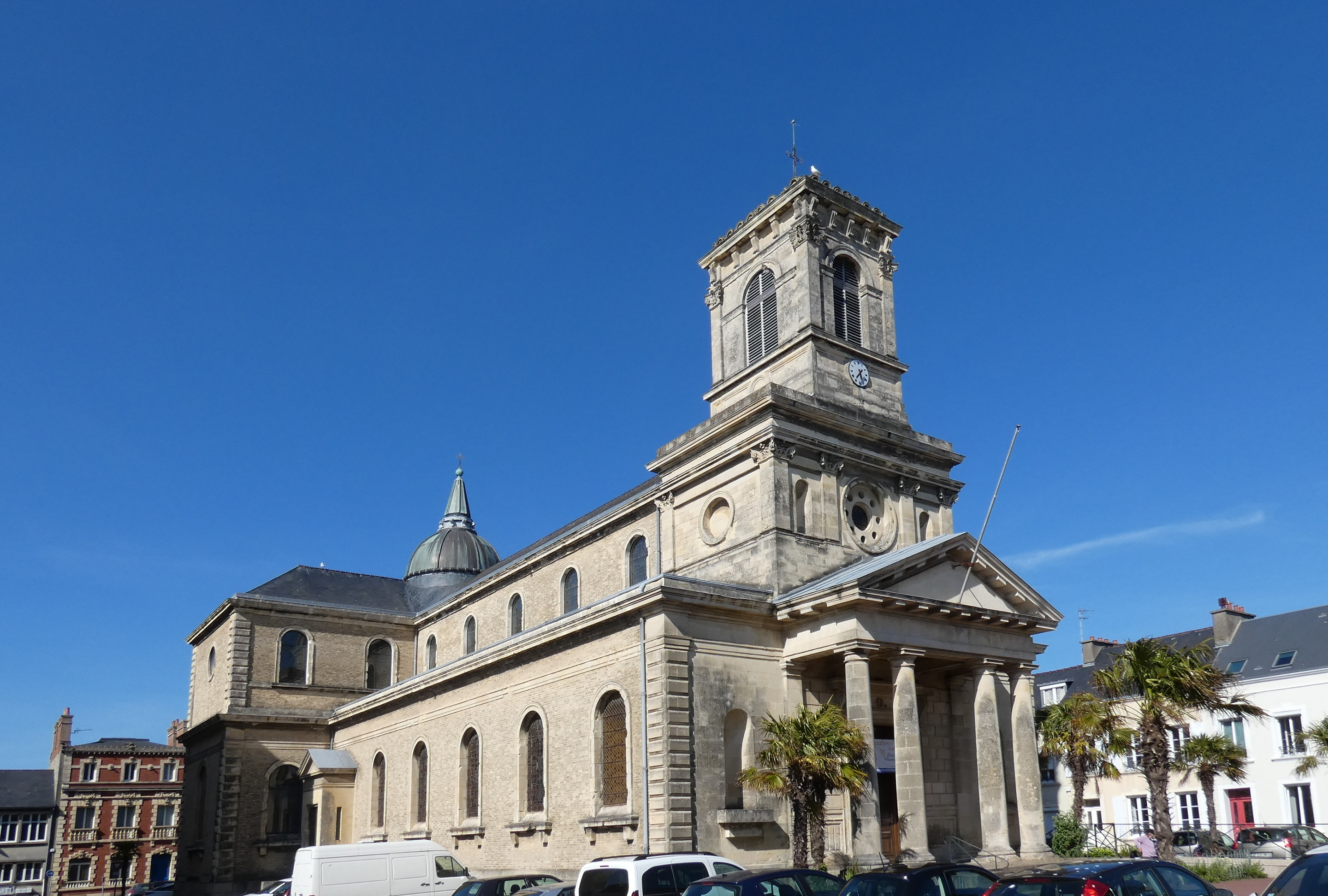
Kirche Saint-Clément
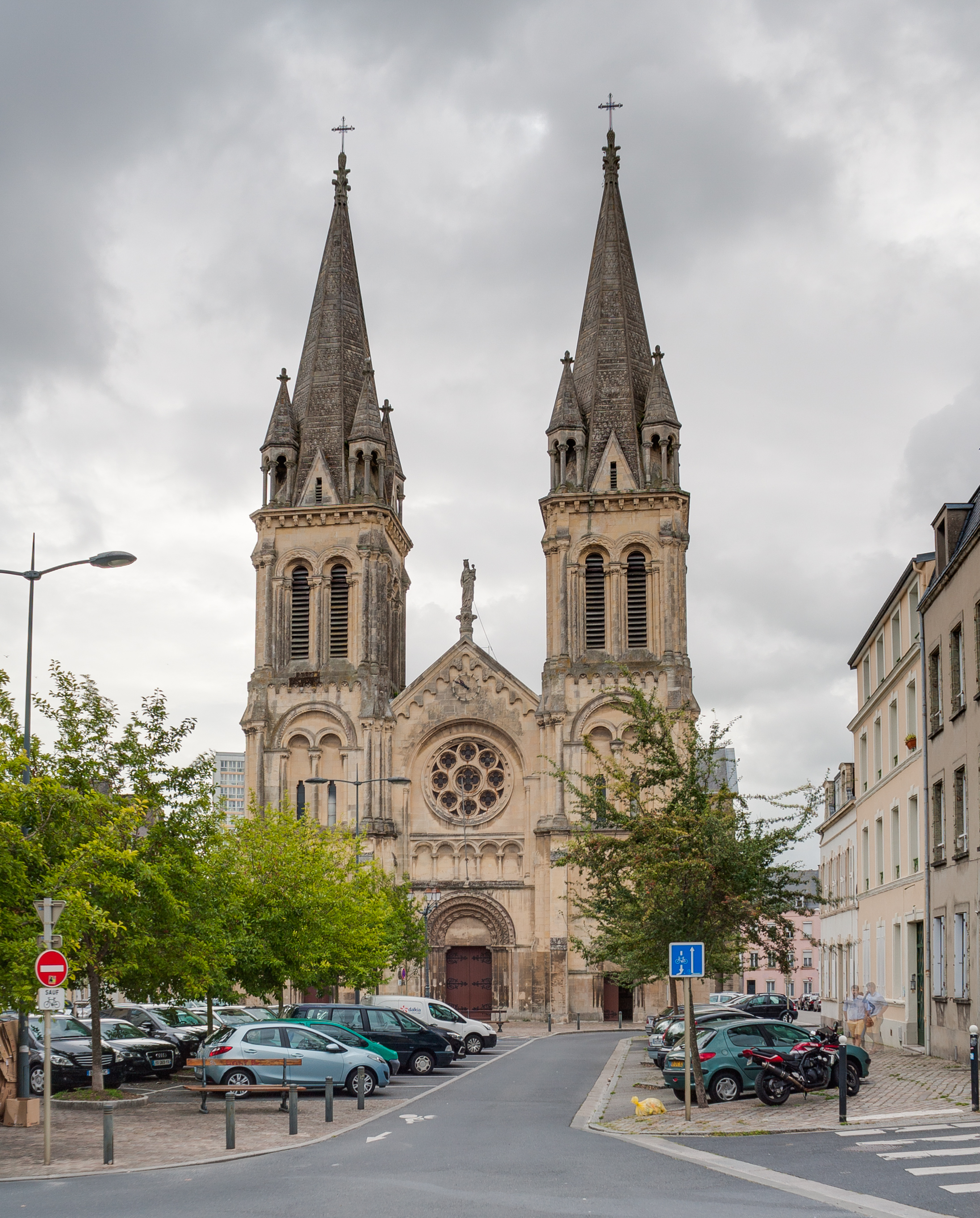
Kirche Notre-Dame-du-Vœu
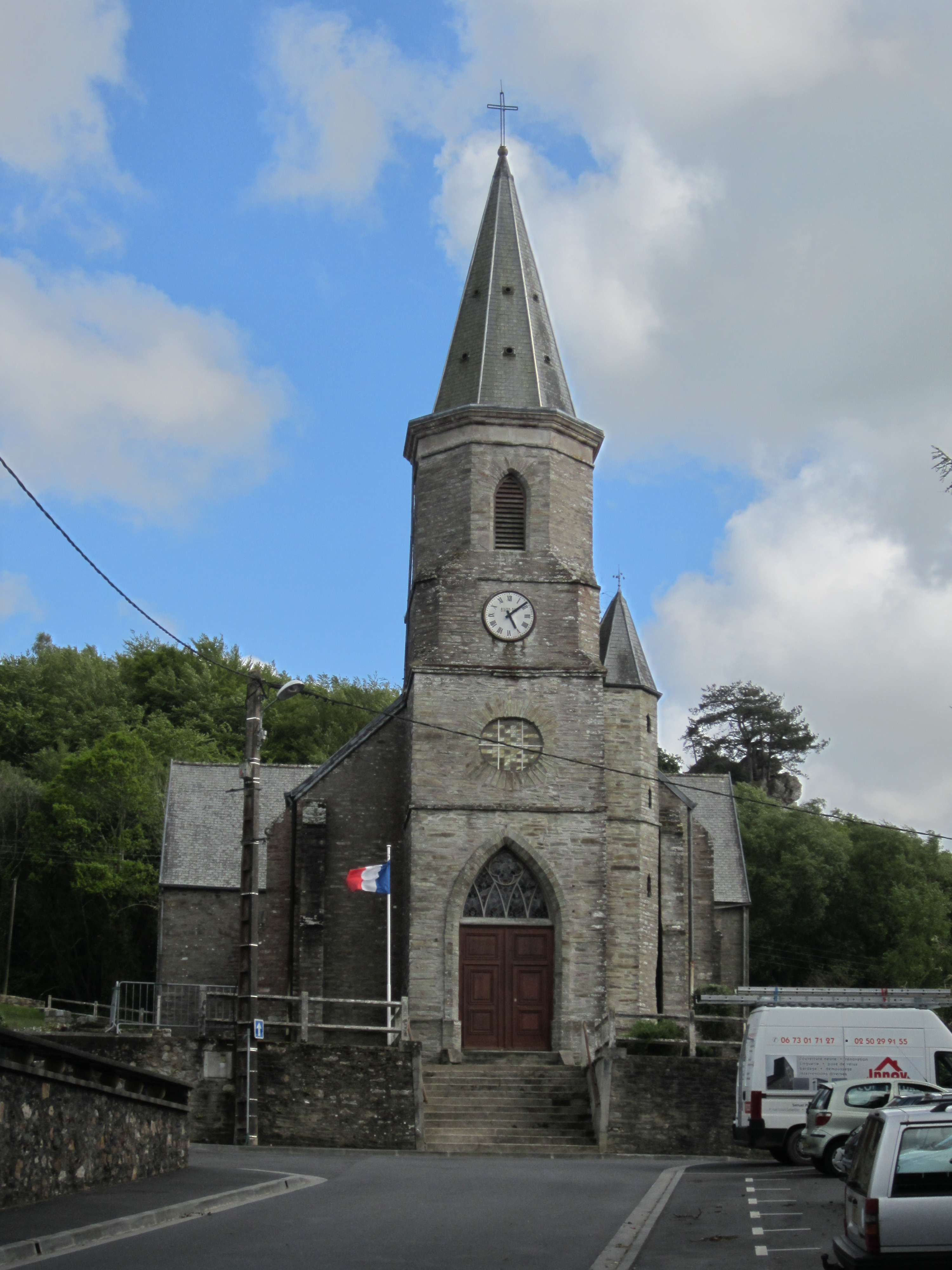
Kirche Notre-Dame-de-la-Glacerie
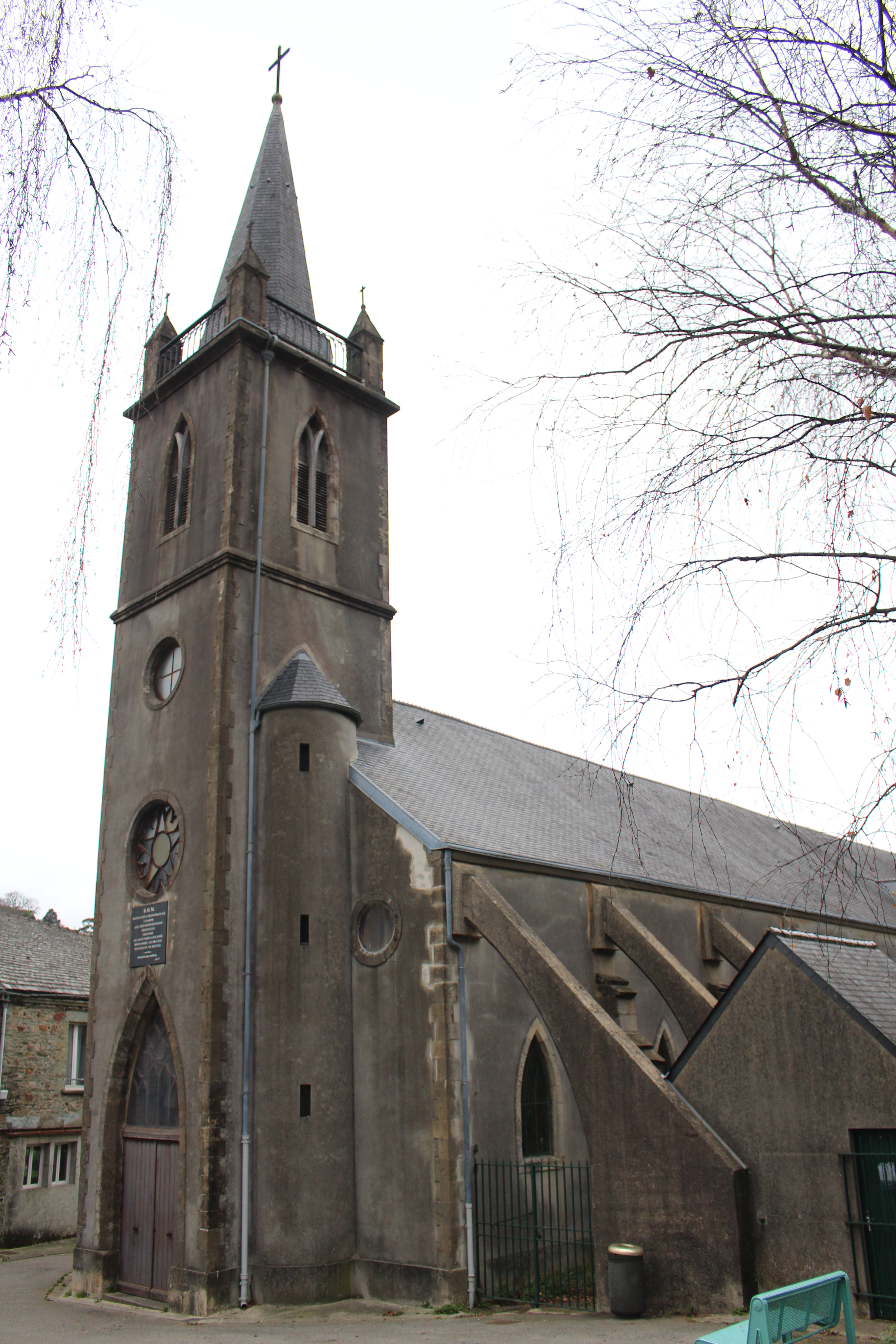
Kirche Notre-Dame-du-Roule
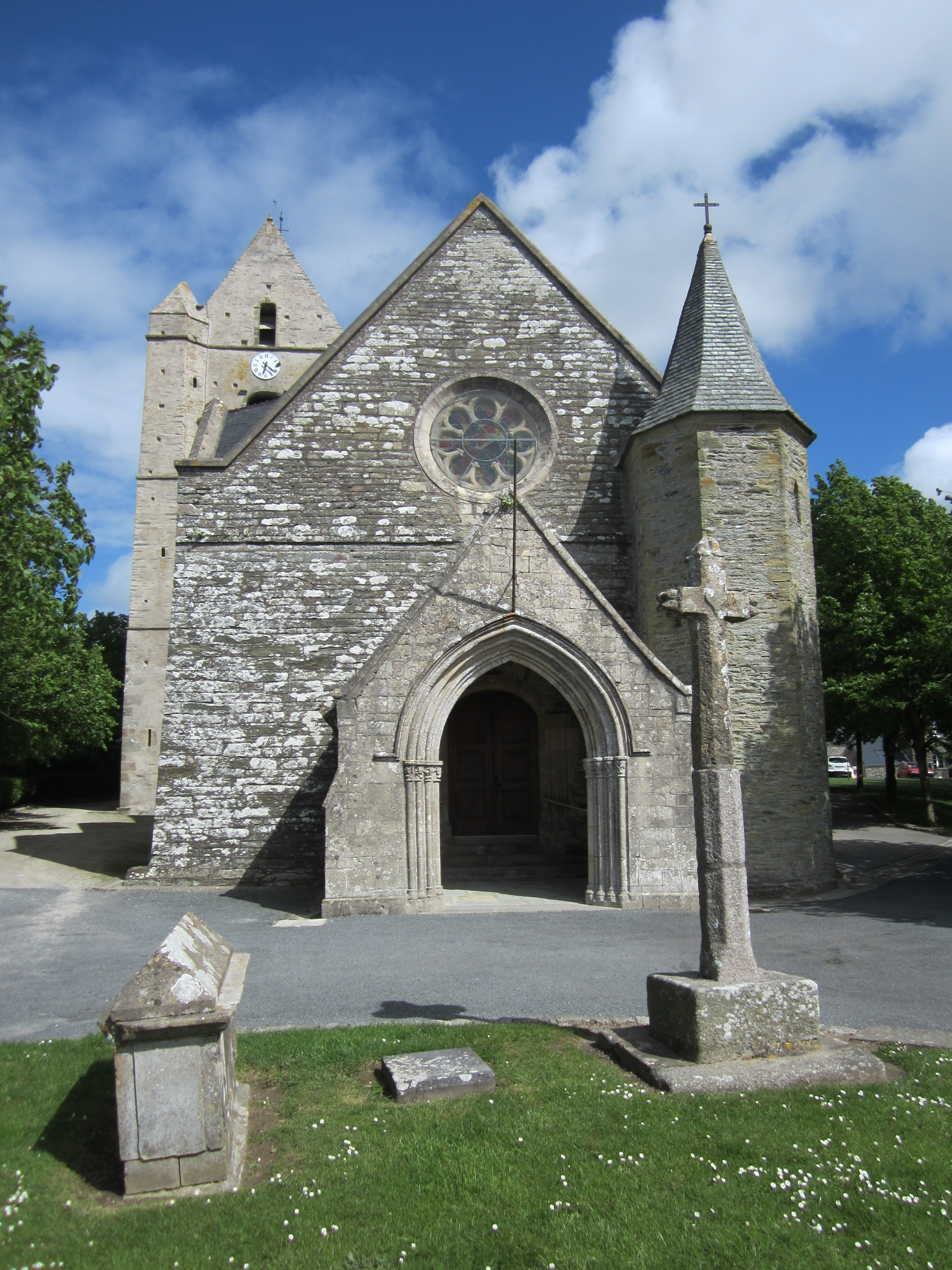
Kirche Notre-Dame-de-Tourlaville
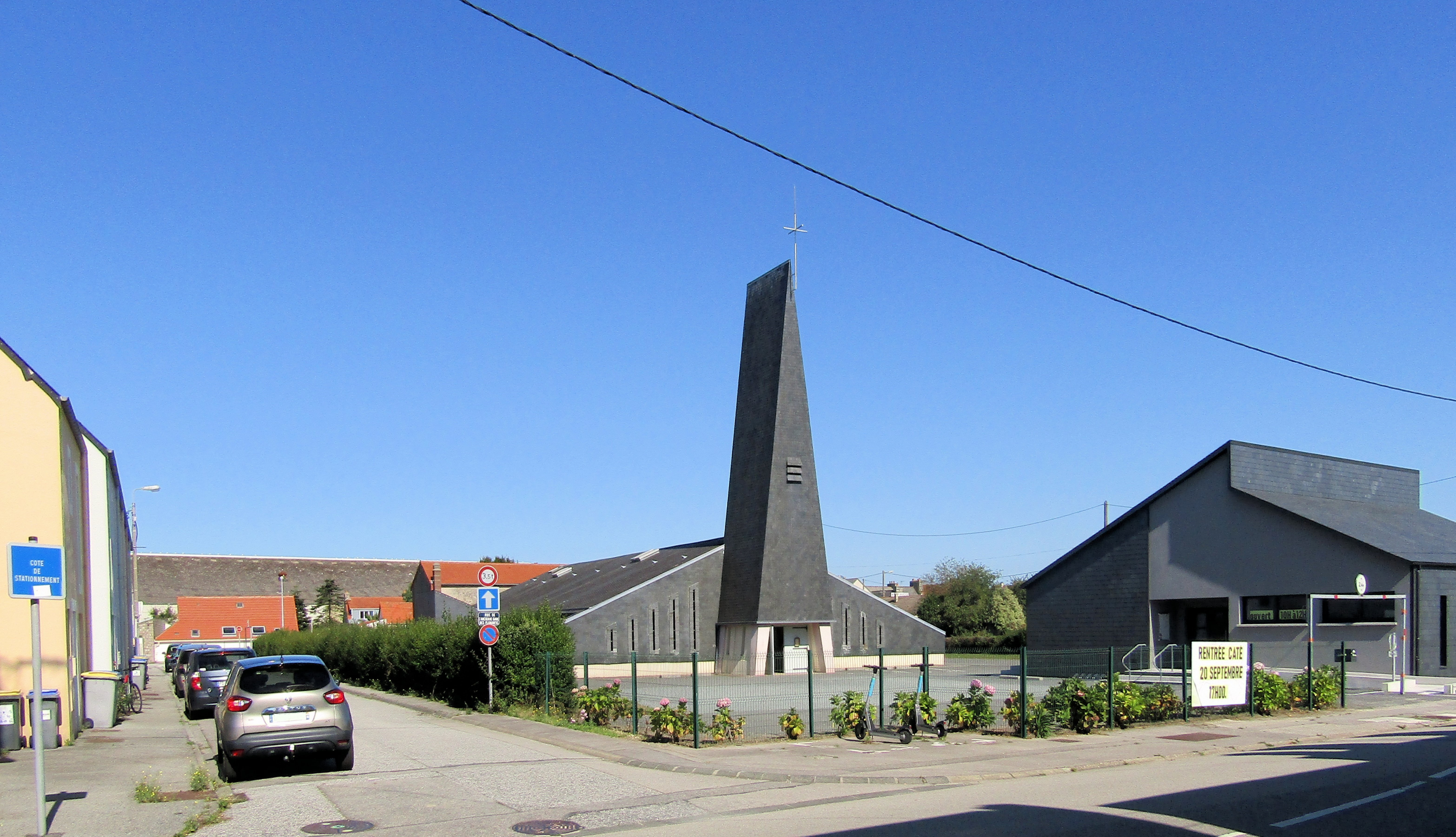
Kirche Notre-Dame-du-Travail

## Partnerstädte
Es bestehen Städtepartnerschaften mit:
- Bremerhaven (Deutschland), seit 1961
- Poole (Großbritannien), seit 1977
- Coubalan (Senegal), seit 2001
- Sarh (Tschad), seit 2001

Es gibt eine Avenue de Bremerhaven.

## Persönlichkeiten
- Camille Aoustin (* 1990), Handballspielerin
- Roland Barthes (1915–1980), Literaturkritiker, Schriftsteller, Philosoph und Semiotiker
- Françoiz Breut (* 1969), Sängerin und Kinderbuch-Illustratorin
- François de Callières (1645–1717), Diplomat, Schriftsteller, Mitglied der Académie française
- Marcelle Capy (1891–1962), Pazifistin und Feministin
- Charles Colin (1832–1881), Oboist, Organist, Musikpädagoge und Komponist
- Benoît Cosnefroy (* 1995), Radrennfahrer
- Victor Grignard (1871–1935), Chemiker und Nobelpreisträger
- Joseph Grisel (1703–1787), Schriftsteller und Geistlicher
- Auguste François Le Jolis (1823–1904), Kaufmann, Richter und Botaniker
- Kinnie Laisné (* 1989), Tennisspielerin
- Louis Lefèvre OFM (1890–1968), römisch-katholischer Erzbischof von Rabat
- Emmanuel Liais (1826–1900), Astronom, Botaniker und Forschungsreisender
- Émilie Loit (* 1979), Tennisspielerin
- Jean Marais (1913–1998), Schauspieler
- Joachim Menant (1820–1899 in Paris), Orientalist
- Joseph de Metz-Noblat (* 1959), Bischof von Langres
- Amaël Moinard (* 1982), Radrennfahrer
- Henry Moret (1856–1913), Maler
- Joseph Noyon (1888–1962), Komponist und Kirchenmusiker
- Joseph de Prémare (1666–1736), jesuitischer China-Missionar
- Rosette (* 1959), Schauspielerin, Filmemacherin und Autorin
- Alfred Rossel (1841–1926), Chansonnier und Komponist
- Jacques Rouxel (1931–2004), Graphiker, Animator und Trickfilmregisseur
- Lise de la Salle (* 1988), Pianistin
- Yves Simon (1903–1961), Philosoph

- Georges Sorel (1847–1922), Ingenieur und Sozialphilosoph
- Marc Steckar (1935–2015), Jazzmusiker und Komponist
- Jean-Charles Tacchella (1925–2024), Filmjournalist, Filmregisseur und Drehbuchautor